# کلیسای هوهانس مقدس
کلیسای هوهانس مقدس یا کلیسای سن هوهانس (به ارمنی: Սուրբ Հովհաննես եկեղեցի) یکی از کلیساهای ارامنهٔ کاتولیک است و نام آن برگرفته از اسم یکی از حواریون عیسی به‌نام یوحنا که ارامنه به آن «هوهانس» می‌گویند، گرفته شده‌است. این کلیسا در داخل شهر مراغه واقع شده و تنها کلیسای موجود در این شهر است.
تاریخ بنای این کلیسا را قرن ۵ و ۶ میلادی می‌دانند. بنای اصلی کلیسا بارها بر اثر عوامل مختلف تخریب شد و بنای فعلی در سال ۱۸۴۰ میلادی به ابتکار سردار سامسون خان و توسط معماران روسی و فرانسوی ساخته شد. بنا به صورت مستطیل با نمای آجری ساخته شده‌است.
کلیسای هوهانس مراغه در دوران حکومت ایلخانان مغول از موقعیت خاصی برخوردار بوده‌است؛ ولی در زمان حاضر این کلیسا به‌دلیل مهاجرت ارامنه به تهران و شهرهای دیگر، عملاً بدون استفاده باقی مانده‌است.
کلیسای هوهانس شامل سه بخش محل اسکان اسقف اعظم، مدرسه و روشن‌کردن شمع و عود است که برخلاف عرف رایج در کلیساسازی، دارای پلان مربع القاعده می‌باشد. مدخل این کلیسا در ضلع غربی و ورود به داخل آن از طریق درگاه زیر تاق گنبدی صورت می‌گیرد. سردر ورودی کلیسا دارای گنبد رک هرمی با روکش شیروانی است و ناقوس کلیسا نیز در این محل واقع شده‌است.
فضای اصلی کلیسا مستطیلی‌شکل است که عبادتگاه یا محراب در ضلع شرقی آن واقع شده و مرکب از سه تاق‌نما با قوس جناغی می‌باشد. تاق‌نمای میانی از دو تاق‌نمای طرفین بزرگتر بوده و در داخل این تاق‌نما دو پنجرهٔ مستطیل‌شکل وجود دارد که با شیشه‌های الوان مزیین شده‌اند. تاق‌نمای میانی دارای تاق جناغی و تاق‌نماهای طرفین دارای گنبد کوچکی می‌باشند.
در ضلع شمالی و جنوبی بر روی دیوارها و تاقچه‌ها، نغول‌های کم‌عمقی جهت عرضهٔ عکس‌های یادبود تعبیه شده‌اند. نور داخل کلیسا از در ورودی و پنجره‌های کوچک ضلع شرقی و شمالی و جنوبی تأمین می‌گردد. در ضلع غربی حیاط یک سری ساختمان یک‌طبقه احداث شده که در گذشته مورد استفاده بوده‌اند؛ ولی بر اثر گذشت زمان متروک گشته. اتاق‌های مخروبهٔ دیگری نیز در اطراف حیاط دیده می‌شود که مسکن افراد کم‌بضاعت بوده‌اند. و هم اکنون با همکاری میراث فرهنگی و شهرداری مراغه به سوی تخریب شدن می‌رود و خبری از مرمت و بازسازی نیست

## نگارخانه

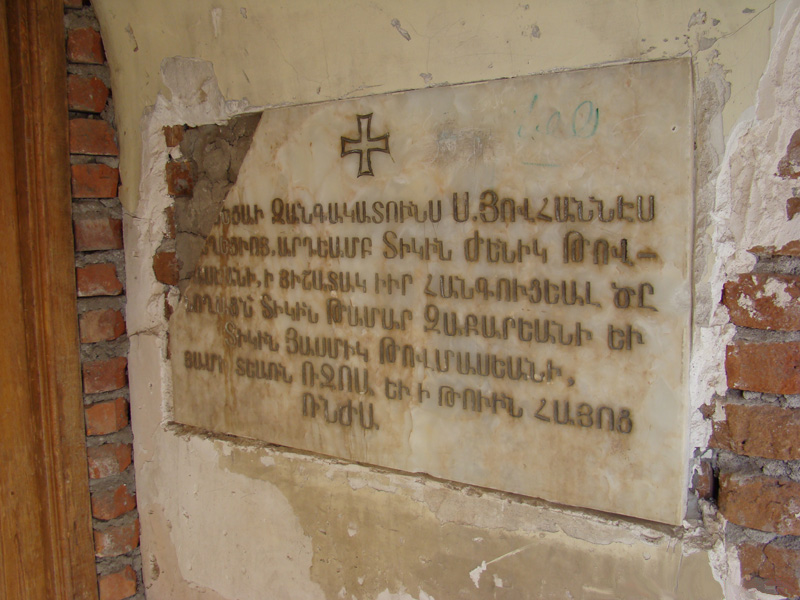
سنگ‌نوشتهٔ کلیسا
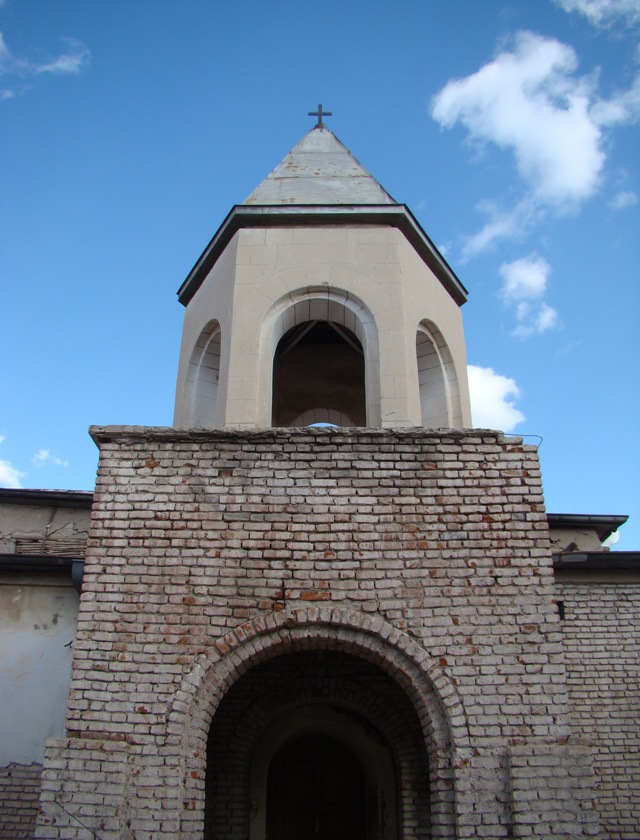
سردر ورودی کلیسا
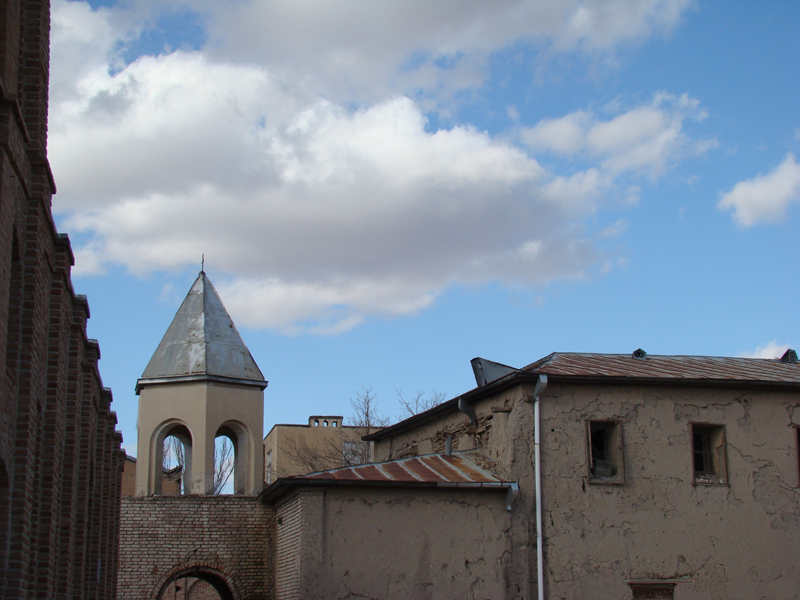
نمایی از کلیسا
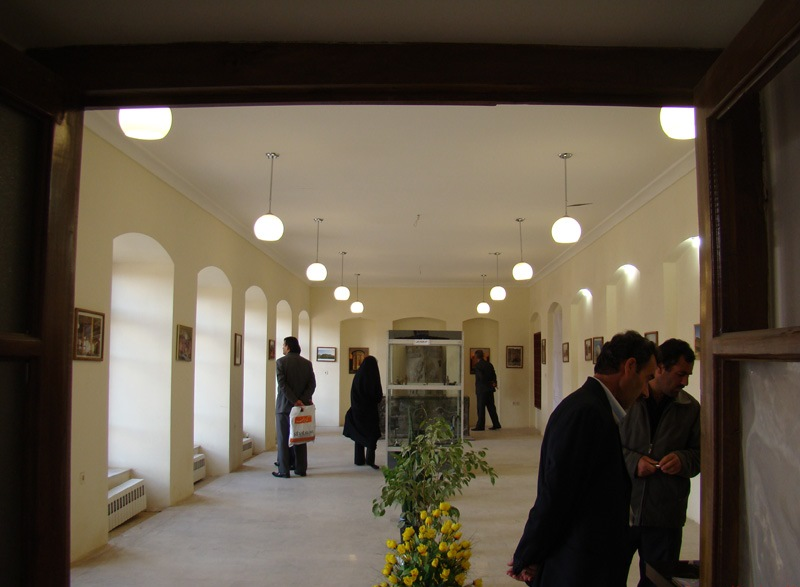
موزه و نگارخانهٔ کلیسا